# 醒めない
『醒めない』（さめない）は、日本のロックバンド・スピッツの通算15作目のオリジナルアルバム。2016年7月27日にユニバーサルミュージックより発売。レーベルはユニバーサルJ。

## 概要
- 前作『小さな生き物』から約3年振りとなるオリジナルアルバム。
- 複数形態での発売となっており、「初回限定盤」「通常盤」「アナログ盤(完全受注限定生産盤)」及び「デラックスエディション Spitzbergen会員限定盤」（完全受注限定生産盤）の4形態で発売。オフィシャルファンクラブ「Spitzbergen」会員限定盤の発売はスピッツ史上初。
  - 初回限定盤には「醒めない」「みなと」「ヒビスクス」のミュージックビデオ及びオフショット映像が収録されたBlu-rayもしくはDVDが付属する。
  - デラックスエディション Spitzbergen会員限定盤には、初回限定盤の内容に加え、ボーナスCDとして「GO!GO!SCANDINAVIA VOL.6」のライヴ・アルバム、オリジナルポスターが付属。また、ジャケットには購入した会員の会員番号が印字される。
- カバーモデルは佐藤玲[5]。出演していたサランラップのCMを見た草野マサムネの指名で抜擢された[6]。
- 前作同様、ストリングスの使用を意識して避けているという。
- 第58回日本レコード大賞「優秀アルバム賞」を受賞[7]。

## 収録曲

### DISC 1
| 全作詞・作曲: 草野正宗。 |                     |           |            |                       |      |
| #                        | タイトル            | 作詞      | 作曲・編曲 | 編曲                  | 時間 |
| 1.                       | 「醒めない」        | 草野正宗  | 草野正宗   | スピッツ & 亀田誠治   | 4:00 |
| 2.                       | 「みなと」          | 草野正宗  | 草野正宗   | スピッツ & 亀田誠治   | 4:30 |
| 3.                       | 「子グマ! 子グマ!」 | 草野正宗  | 草野正宗   | スピッツ & 亀田誠治   | 3:50 |
| 4.                       | 「コメット」        | 草野正宗  | 草野正宗   | スピッツ & 亀田誠治   | 4:03 |
| 5.                       | 「ナサケモノ」      | 草野正宗  | 草野正宗   | スピッツ & 亀田誠治   | 4:10 |
| 6.                       | 「グリーン」        | 草野正宗  | 草野正宗   | スピッツ & 亀田誠治   | 3:34 |
| 7.                       | 「SJ」              | 草野正宗  | 草野正宗   | スピッツ & 亀田誠治   | 3:18 |
| 8.                       | 「ハチの針」        | 草野正宗  | 草野正宗   | スピッツ & 亀田誠治   | 4:10 |
| 9.                       | 「モニャモニャ」    | 草野正宗  | 草野正宗   | スピッツ & 亀田誠治   | 3:56 |
| 10.                      | 「ガラクタ」        | 草野正宗  | 草野正宗   | スピッツ & 亀田誠治   | 3:17 |
| 11.                      | 「ヒビスクス」      | 草野正宗  | 草野正宗   | スピッツ & 亀田誠治   | 4:29 |
| 12.                      | 「ブチ」            | 草野正宗  | 草野正宗   | スピッツ & クジヒロコ | 3:05 |
| 13.                      | 「雪風」            | 草野正宗  | 草野正宗   | スピッツ & 亀田誠治   | 3:08 |
| 14.                      | 「こんにちは」      | 草野正宗  | 草野正宗   | スピッツ              | 2:20 |
| 合計時間:                | 合計時間:           | 合計時間: | 51:50      |                       |      |

### DISC 2（初回限定盤・デラックスエディション Spitzbergen会員限定盤Blu-ray/DVD）
| #  | タイトル                             | 作詞 | 作曲・編曲 |
| -- | ------------------------------------ | ---- | ---------- |
| 1. | 「醒めない」(ミュージック・ビデオ)   |      |            |
| 2. | 「みなと」(ミュージック・ビデオ)     |      |            |
| 3. | 「ヒビスクス」(ミュージック・ビデオ) |      |            |
| 4. | 「オフショットムービー in HAWAII」   |      |            |

### DISC 3（デラックスエディション Spitzbergen会員限定盤CD）
- 2015年5月20日 赤坂BLITZ公演「GO!GO!SCANDINAVIA VOL.6」

| #   | タイトル                                                          | 作詞 | 作曲・編曲 |
| --- | ----------------------------------------------------------------- | ---- | ---------- |
| 1.  | 「テイタム・オニール」                                            |      |            |
| 2.  | 「さわって・変わって」                                            |      |            |
| 3.  | 「魔女旅に出る」                                                  |      |            |
| 4.  | 「ホタル」                                                        |      |            |
| 5.  | 「甘ったれクリーチャー」                                          |      |            |
| 6.  | 「Swallowtail Butterfly 〜あいのうた〜」(YEN TOWN BANDのカバー曲) |      |            |
| 7.  | 「ブチ(GO!スカ Version)」                                         |      |            |
| 8.  | 「雪風」                                                          |      |            |
| 9.  | 「魚」                                                            |      |            |
| 10. | 「不死身のビーナス」                                              |      |            |

### 楽曲解説
1. 醒めない
本作のタイトルチューン。1曲目用に草野が作ってきた曲で、タイトルから先に出来上がった。ファンキーフライデーの「All Japan Singles Top20」では2016年8月5日付で13位にランクインした。[8]
2. みなと
先行シングルとなる41stシングル。
2016年4月27日に先行発売された。「NTT東日本」企業CMソング。
3. 子グマ! 子グマ!
バッキングボーカルにCzecho No Republicのタカハシマイを招いている。また、Cメロのコーラスはメンバー全員と亀田誠治が歌っている。
4. コメット
フジテレビ系ドラマ『HOPE〜期待ゼロの新入社員〜』主題歌。[9]
5. ナサケモノ
曲中に聴こえるねじを巻いた音は、田村の家にあったムーミンのキッチンタイマーの音。
6. グリーン
7. SJ
8. ハチの針
冒頭のギターリフは草野が演奏しているという。
9. モニャモニャ
モニャモニャとはジャケットに写っているメンバーが考えた想像上の生き物の名前。
10. ガラクタ
41stシングル「みなと」カップリング曲。
11. ヒビスクス
スバル「フォレスター」CMソング。タイトルの「ヒビスクス」はハイビスカスのラテン語名である。
PVで田村が使用しているベースは、2017年のSpitzbergen会報100号を記念してファンにプレゼントされている。
12. ブチ
編曲:スピッツ & クジヒロコ
セルフプロデュース作品。「GO!GO!SCANDINAVIA VOL.6」ですでに新曲として披露されていた曲。デラックスエディション Spitzbergen会員限定盤に付属するボーナスCDにライブテイクが収録されている（歌詞が一部異なる）。
13. 雪風
配信限定で発売された40thシングル（配信限定では2作目）。テレビ東京系ドラマ『不便な便利屋』エンディングテーマ。表記はないが今作に収録されているのはシングルバージョンではなく、ボーカルを録り直したアルバムバージョンとなっている。北海道を舞台としたドラマとのタイアップであったためか、九州出身の草野にとっては唯一の、雪をテーマとした曲となっている。
14. こんにちは
セルフプロデュース作品。1曲目の醒めないと同様に曲順を決めて作った曲。また、前曲の「雪風」から本曲へ至る曲順も決まっていた[10]。

## アナログ盤
- ヤマザキ マリによる描き下し漫画が封入されている。
- 「グリーン」はCD版ではカットされた曲開始時のカウントから収録されている。

Side A
1. 醒めない
2. みなと
3. 子グマ！子グマ！
4. コメット

Side B
1. ナサケモノ
2. グリーン
3. SJ

Side C
1. ハチの針
2. モニャモニャ
3. ガラクタ

Side D
1. ヒビスクス
2. ブチ
3. 雪風
4. こんにちは

## クレジット
全曲（特記以外）
- 草野マサムネ：Vocals, Guitars, Guiro(5), Flexatone(10)
- 三輪テツヤ：Guitar, Sing-along(3)
- 田村明浩：Bass Guitar, Sing-along(3)
- 﨑山龍男：Drums, Sing-along(3), Tambourine(8), Samba Whistle(10)

醒めない
- 西村浩二、横山均：Trumpet
- 豊田泰孝：Programming

みなと
- 澤部渡（スカート）：Whistle

子グマ！子グマ！
- タカハシマイ（Czecho No Republic）：Vocals
- 亀田誠治：Sing-along
- 斎藤有太：Wurlitzer

コメット
- 斎藤有太：Acoustic Piano
- 豊田泰孝：Programming

ナサケモノ
- 豊田泰孝：Programming

グリーン
- 豊田泰孝：Programming

モニャモニャ
- 佐橋佳幸：Pedal Steel Guitar
- 豊田泰孝：Programming

ガラクタ
- 皆川真人：Toy Piano, Soprano Recorder

ヒビスクス
- 皆川真人：Acoustic Piano
- 豊田泰孝：Programming

ブチ
- クジヒロコ：Organ, Synthesizer, Vocoder

雪風
- 皆川真人：Organ
- 豊田泰孝：Programming